# Myrmarachne rhopalota
Myrmarachne rhopalota là một loài nhện trong họ Salticidae.
Loài này thuộc chi Myrmarachne. Myrmarachne rhopalota được Tord Tamerlan Teodor Thorell miêu tả năm 1895.